# Isovalerianazidämie
Bei der Isovalerianazidämie (IVA), die auch als Isovaleranazidurie bezeichnet wird, handelt es sich um eine angeborene Stoffwechselstörung aus der Gruppe der Organazidopathien. Die Erkrankung wird autosomal-rezessiv vererbt. Betroffen ist der Abbauweg der verzweigtkettigen Aminosäure Leucin.
Die Häufigkeit der Erkrankung (Prävalenz) wird in Europa auf 1:100.000 geschätzt.

## Pathogenese
Der Abbau von Leucin erfolgt in mehreren Zwischenschritten. Dabei entsteht auch Isovaleriansäure, die beim Stoffwechselgesunden weiter abgebaut wird. Durch einen Defekt des Enzyms Isovaleryl-CoA-Dehydrogenase kann Isovaleriansäure nicht abgebaut werden und reichert sich im Gewebe an. Dies führt zu einer Azidose und zu einer sekundären Beeinträchtigung von weiteren Stoffwechselwegen.

## Symptome
Bei etwa der Hälfte der Betroffenen treten die Symptome bereits in der Neugeborenenperiode auf. Die Säuglinge können mit Trinkschwäche, Erbrechen, Apathie und Krampfanfällen auffallen.
Bei milderen Formen kommt es erst bei älteren Säuglingen zu Symptomen. Im Rahmen von Auslösern wie einer Gastroenteritis, Atemwegsinfektionen oder hoher Eiweißzufuhr kann es zu krisenhaften Verschlechterungen kommen.

## Diagnose
Bei schweren Verlaufsformen kommt es zu Hyperammonämien, Laktaterhöhungen und Ketoazidose. Die Diagnose kann im Rahmen eines Neugeborenenscreenings durch eine Tandem-Massenspektrometrie erkannt werden.
Zum Nachweis des genetischen Defektes erfolgt eine molekulargenetische Untersuchung, damit ist auch die Identifikation von milden Verlaufsformen möglich.

## Therapie
Die notfallmäßige Behandlung besteht im Stopp der Proteinzufuhr und Maßnahmen zur Korrektur der Azidose und Hyperammonämie.
In der Dauertherapie erfolgt eine kontrollierte Reduktion der Leucin-Zufuhr (Spezialnahrung mit Aminosäurengemisch). Zur Bindung und Entgiftung können Glycin und L-Carnitin verabreicht werden.